# Punktsymmetrie

Punktsymmetrische Objekte in der Ebene

Die Punktsymmetrie, auch Inversionssymmetrie oder Zentralsymmetrie, ist in der Geometrie eine Eigenschaft einer Figur. Eine Figur ist punktsymmetrisch, wenn sie durch die Spiegelung an einem Symmetriepunkt auf sich selbst abgebildet wird.

## Definition
Eine (ebene) geometrische Figur (zum Beispiel ein Viereck) heißt punktsymmetrisch, wenn es eine Punktspiegelung gibt, die diese Figur auf sich abbildet. Der Punkt, an dem diese Spiegelung erfolgt, wird als Symmetriezentrum bezeichnet.

## Punktspiegelung als Drehung (und Spiegelung)
In der Ebene (zweidimensionaler euklidischer Raum) entspricht die Punktspiegelung einer Drehung der geometrischen Figur um 180° um den Symmetriepunkt. Hier ist die Punktsymmetrie ein Spezialfall der Drehsymmetrie.
Im dreidimensionalen euklidischen Raum entspricht die Punktspiegelung einer Drehung der geometrischen Figur um 180° um den Symmetriepunkt und anschließender Spiegelung an der zur Drehachse senkrechten Ebene durch den Symmetriepunkt.
Allgemeiner gilt:
Im 2N-dimensionalen Raum entspricht die Punktspiegelung N Drehungen um jeweils 180°. Die Drehachsen stehen paarweise senkrecht aufeinander und schneiden sich im Symmetriepunkt.
Im 2N+1-dimensionalen Raum entspricht die Punktspiegelung N Drehungen um jeweils 180° und anschließender Spiegelung. Die Drehachsen stehen paarweise senkrecht aufeinander und schneiden sich im Symmetriepunkt. Der Symmetriepunkt liegt ebenfalls auf der Spiegelebene und alle Drehachsen stehen senkrecht auf der Spiegelebene.

## Beispiele
- Bei einem Viereck liegt Punktsymmetrie (in sich) genau dann vor, wenn es sich um ein Parallelogramm handelt. Das Symmetriezentrum ist dann der Schnittpunkt der Diagonalen. Als Spezialfälle des Parallelogramms sind Rechteck, Raute und Quadrat punktsymmetrisch.
- Jeder Kreis ist (in sich) punktsymmetrisch bezüglich seines Mittelpunkts.
- Zwei Kreise mit gleichem Radius sind zueinander punktsymmetrisch. Das Symmetriezentrum ist der Mittelpunkt der Verbindungsstrecke der beiden Kreismittelpunkte.
- Mehrere Symmetriezentren kann es nur geben, wenn die Figur nicht beschränkt ist. Das einfachste Beispiel ist die Gerade. Sie hat sogar unendlich viele Symmetriezentren.
- Ein Dreieck ist niemals punktsymmetrisch. Es können aber zwei Dreiecke zueinander punktsymmetrisch sein.
- Ein regelmäßiges Polygon mit einer geraden Anzahl von Ecken ist punktsymmetrisch.

## Punktsymmetrie von Funktionsgraphen

### Überblick

Punktsymmetrischer Funktionsgraph

Eine in der Schulmathematik häufige Aufgabenstellung besteht darin nachzuweisen, dass der Graph einer gegebenen Funktion {\displaystyle f\colon D\to \mathbb {R} } mit dem Definitionsbereich {\displaystyle D\subset \mathbb {R} } und mit reellen Funktionswerten punktsymmetrisch ist.
Existiert ein Punkt {\displaystyle (a,b),} sodass für die Funktion {\displaystyle f} die Gleichung
{\displaystyle f(a+x)-b=-f(a-x)+b}
für alle {\displaystyle x\in D} gilt, dann ist die Funktion punktsymmetrisch bezüglich des Punktes {\displaystyle (a,b).} Diese Bedingung ist gleichwertig zu
{\displaystyle f(x)=2b-f(2a-x)},
wie die Substitution {\displaystyle x\to x-a} zeigt. Im Spezialfall von Punktsymmetrie in Bezug auf den Ursprung {\displaystyle (0,0)} vereinfacht sich diese Bedingung zu
{\displaystyle f(-x)=-f(x).}
Ist sie für alle {\displaystyle x} gültig, liegt Punktsymmetrie bezüglich des Koordinatenursprungs vor. Dann nennt man die Funktion {\displaystyle f} ungerade Funktion.

### Beispiele

#### Punktsymmetrie in Bezug auf den Koordinatenursprung
Gegeben sei die Funktion {\displaystyle f(x)=2x^{5}.} Dann gilt
{\displaystyle f(-x)=2(-x)^{5}=2(-1)^{5}x^{5}=2(-1)x^{5}=-2x^{5}=-f(x)}.

Kurve von f(x) = 2x^{5}

Also ist der Funktionsgraph punktsymmetrisch mit Symmetriezentrum im Ursprung (0,0).

#### Punktsymmetrie bezüglich des Punktes (0,2)

Kurve von f(x) = 2x^{5} + 2

Gegeben sei die Funktion {\displaystyle f(x)=2x^{5}+2.} Mit {\displaystyle a=0} und {\displaystyle b=2} erhält man
{\displaystyle 2b-f(2a-x)=4-f(-x)=4-(2(-x)^{5}+2)=}
{\displaystyle =4-(-2x^{5}+2)=4+2x^{5}-2=2x^{5}+2=f(x)}.
Folglich ist der Funktionsgraph punktsymmetrisch in Bezug auf den Punkt {\displaystyle (0,2)} und es gilt
{\displaystyle -f(x)+2=f(-x)-2.}
Um den Symmetriepunkt {\displaystyle (0,2)} zu bestimmen, hilft dieses Verfahren nicht. Meist reicht es jedoch, den Funktionsgraphen zu zeichnen und daraus eine Vermutung bezüglich des Symmetriepunktes abzuleiten.